# Leangel Linarez
Leangel Rubén Linarez Meneses (* 7. August 1997 in Barinas) ist ein venezolanischer Radrennfahrer.

## Sportlicher Werdegang
Linarez wuchs als Bauernsohn in Barinas auf. Um es einem Cousin gleichzutun, schrieb er sich in eine Radsportschule ein und musste dort erst gegen andere Bewerber einen Wettlauf gewinnen, bevor man ihm ein Rennrad anvertraute. Schon in der Jugend stellte er sein Talent als Sprinter unter Beweis und wurde 2013, mit erst 15 Jahren, venezolanischer Junioren-Meister im Straßenrennen. Auch auf der Bahn konnte er mehrere Junioren-Meisterschaften gewinnen.
Seine ersten Elite-Rennen fuhr er 2016 in der Venezuela-Rundfahrt und der Vuelta al Táchira. In dieser Zeit war er für unterschiedliche venezolanische Teams aktiv. Anfang 2017 kam er zusammen mit Orluis Aular zum spanischen Team Cartucho-Magro. Um ihm den Flug nach Spanien zu ermöglichen, hatten seine Eltern mehrere Kühe verkaufen müssen. Linarez hatte zunächst mit dem kälteren Klima und der bergigen spanischen Landschaft zu kämpfen, konnte aber nach einigen Monaten erste Erfolge in Rennen des nationalen spanischen Kalenders erzielen, wobei er auch hier mehrfach das Team wechselte.
Nach einem Etappensieg in Portugal wurde er Mitte 2019 von Miranda-Mortágua angeheuert, zunächst als Stagiaire, wodurch er erstmals für ein UCI-Team fuhr. Ab 2020 erhielt er dort einen regulären Vertrag, aber die Corona-Pandemie machte diese Saison weitgehend zunichte. Trotz mangelnden Trainings kam er bei der Portugal-Rundfahrt 2020 bei drei Etappen unter die ersten Drei. 2021 verpasste er aufgrund einer schweren Corona-Infektion einen Teil der Saison und fand danach nicht mehr zur besten Form.
Im Frühjahr 2022 hatte Linarez einen Durchbruch, als er bei der Volta ao Alentejo eine Etappe gewann; dies war sein erster Sieg in einem UCI-Rennen. Im Laufe der Saison wurde er mehrfach für die Nationalmannschaft nominiert, nahm an den Panamerika-Meisterschaften teil und gewann Bronzemedaillen bei den Südamerikaspielen (Straßenrennen) und den Bolivarischen Spielen (Mannschaftsverfolgung).
2023 entwickelte sich Linarez weiter und erzielte insgesamt fünf Siege in UCI-Rennen, darunter je zwei Etappengewinne in der Portugal-Rundfahrt und der Volta ao Alentejo. Seinen vorerst größten Erfolg errang er im Mai 2024, indem er sich zum Panamerika-Meister im Straßenrennen krönte.

## Erfolge

### Straße
2013
 Venezolanischer Meister (Junioren) – Straßenrennen
2022
eine Etappe Volta ao Alentejo
 Südamerikaspiele – Straßenrennen
2023
zwei Etappen Volta ao Alentejo
zwei Etappen Portugal-Rundfahrt
Grand Tour de Ciclismo de SC
2024
eine Etappe Volta ao Alentejo
 Panamerika-Meister – Straßenrennen

### Bahn
2014
 Venezolanischer Meister (Junioren) – Einerverfolgung, Omnium
2015
 Venezolanischer Meister (Junioren) – Mannschaftsverfolgung (mit Edwin Torres, Franklin Chacón und Leonel Quintero)
2022
 Bolivarische Spiele – Mannschaftsverfolgung (mit Ángel Pulgar, Jhonny Araujo und Orluis Aular)